# Colloliva
Colloliva es una localidad del municipio de Graus (comarca de La Ribagorza, provincia de Huesca), vecina a La Puebla de Fantova de la que dependía antes de la anexión de esta por Graus.
Tiene una población de 14 habitantes.

## Geografía
Es una aldea de La Puebla de Fantova. Se  llega desde Bellestar por una pista de unos 2 km. El pueblo se encuentra situado a 720 metros de altura sobre el nivel del mar.

## Toponimia
Agustín Ubieto Arteta da noticia de un Coldoliua (1257) / Collo Oliua / Coll Oliua.
El topónimo tiene dos posibles orígenes, según Manuel Benito Moliner:
- Puede ser una referencia a un collado o puerto de montaña (del latino collis), con una continuación relativa a un nombre propio (Oliva).
- Puede ser una referencia a un collado donde hay (o  hubo) muchas olivos.